# (99942) Apophis
(99942) Apophis ist ein erdnaher Asteroid des Aten-Typs mit 350 m Durchmesser, den Roy Tucker, David J. Tholen und Fabrizio Bernardi im Rahmen des University of Hawaii Asteroid Survey am Kitt-Peak-Nationalobservatorium am 19. Juni 2004 entdeckten.
Der Asteroid wird in die Kategorie „S-Typ“ (S für „steinig“) eingeordnet. Diese Asteroiden bestehen hauptsächlich aus silikathaltigem Gestein und aus Nickel und Eisen.
Erste Beobachtungen zeigten, dass der vorläufig als 2004 MN4 bezeichnete Asteroid der Erde am 13. April 2029 sehr nahe kommen wird. Ein Einschlag in die Erde wurde für das 21. Jahrhundert ausgeschlossen. Asteroiden von der Größe des Apophis kommen der Erde nur etwa alle 7.500 Jahre derart nahe. Bei diesem Jahrtausendereignis wird er eine scheinbare Helligkeit von 3,3 mag erreichen, aber im Feldstecher punktförmig bleiben. Für Menschen in der Östlichen Hemisphäre wird er, sofern die Wetterbedingungen es zulassen, am 13. April 2029 ohne Hilfsmittel erkennbar sein.
Kurzzeitig wurde eine Kollisionswahrscheinlichkeit von 2,7 % berechnet und eine Einstufung von 4 auf der Turiner Risikoskala mit entsprechendem Medienecho vorgenommen. Tage später wurde er auf älteren Fotos identifiziert, seine Bahn erneut berechnet und eine Kollision 2029 ausgeschlossen. Diesen neuen Berechnungen nach wird er 2029 über den Ring der geostationären Satelliten hinweg an der Erde vorbeifliegen.
Die Europäische Weltraumorganisation berichtet auf ihrer Space-Situational-Awareness-Webseite aktuelle Daten zu dem Asteroiden und anderen erdnahen Objekten (Near-Earth Objects).

## Name
Seine Entdecker benannten 2004 MN4 nach der ägyptischen Gottheit Apophis, gleichzeitig nach dem gleichnamigen Antagonisten in der Science-Fiction-Serie Stargate. In den ersten Staffeln ist er eine der größten Bedrohungen für die Existenz der Zivilisation auf der Erde.

## Bahn
Bis 2029 bewegt sich Apophis in einem Abstand von 0,746 (Perihel) bis 1,098 (Aphel) AE in 323 Tagen und 12 Stunden um die Sonne. Die Bahnexzentrizität beträgt somit 0,191. Seine Bahn ist mit 3,331° nur gering gegen die Ekliptik geneigt und kreuzt die Erdbahn mit einer Relativgeschwindigkeit von 5,87 km/s. Er rotiert einmal in 30 Stunden und 37 Minuten um seine Achse. Die Ausrichtung der Achse ist noch nicht genau bekannt, aber für die Richtung des Jarkowski-Effekts wichtig.
Apophis wird die Erde am Freitag, dem 13. April 2029 mit etwa 7,4 km/s in etwa 31.750 km über der Erdoberfläche passieren. Die Nähe zur Erde wird seine Bahn und Eigenrotation erheblich verändern, insbesondere wird seine große Halbachse auf über 1,1 AE ansteigen, sodass er dann als Apollo-Typ gilt.
Die Erde wird auch die neue Bahn des Asteroiden jährlich am 13. April kreuzen. Bereits 2036 gibt es eine erneute Annäherung. Der Abstand ist noch nicht genau bekannt, da kleine Unsicherheiten bezüglich der Position am 13. April 2029 nach der Ablenkung schnell anwachsen. Zwischen 2008 und 2011 stand Apophis nahe der Sonne und war deshalb unbeobachtbar. Anfang 2012 konnte dann auf Basis optischer Messungen auch eine Kollision 2036 ausgeschlossen werden. Dieser Befund wurde durch viel präzisere Radarmessungen während der Konjunktion Anfang 2013 auf das gesamte 21. Jahrhundert ausgedehnt.

## Mögliche Folgen eines Einschlags
Apophis würde im Falle eines Einschlags eine Energie von etwa 900 Megatonnen (TNT-Äquivalent) freisetzen. Zum Vergleich: Die größte von Menschen verursachte Nuklearexplosion (durch die Zar-Bombe) entsprach 50 Megatonnen TNT. Die Energiefreisetzung eines Erdbebens der Stärke 8,0 entspricht etwa 1000 Megatonnen TNT.
Die genauen Folgen eines Einschlags würden von der Zusammensetzung des Asteroiden sowie dem Ort und Winkel des Einschlags abhängen. Bei einem Einschlag auf dem Festland würden zwar regional massive Schäden entstehen; jedoch könnte bereits eine Entfernung von etwa 250 Kilometer vom Einschlagpunkt ausreichend sein, um mit einer sehr hohen Wahrscheinlichkeit zu überleben. Bei einem Einschlag in tiefes Wasser bestünde eine großräumige Gefahr massiver Tsunamis, die an nahen Küsten eine Höhe von mehr als 100 Metern erreichen dürften, an fernen Küsten 30 Meter.
Für globale Zerstörungen müsste die Einschlagenergie 100-fach größer sein.

## Chronik der Prognosen und Beobachtungen
Der in den Medien verbreitete ursprüngliche NASA-Bericht vom 23. Dezember 2004
nannte eine Einschlagwahrscheinlichkeit von „etwa 1 zu 300“. Die tatsächliche Schätzung der NASA betrug zu diesem Zeitpunkt 1 zu 233 und führte zur Einstufung auf der Stufe 2 der Turiner Skala. Im weiteren Verlauf des Tages wurde die NASA-Schätzung (nach 64 Beobachtungen) auf 1 zu 62 (entsprechend 1,6 %) erhöht. Damit wurde Stufe 4 der Turiner Skala erreicht. Apophis ist damit das erste Objekt, das überhaupt, wenn auch nur kurzzeitig, eine höhere Gefahreneinschätzung als Stufe 1 erreichte. Auf der Palermo-Skala erreichte die Risikobewertung des Einschlags den Wert 1,80.
Am 24. Dezember 2004 wurde die Wahrscheinlichkeit zunächst mit 1 zu 42 (2,4 %) und später (nach 101 Beobachtungen) mit 1 zu 45 (2,2 %) angegeben. (Der kurz darauf stattgefundene Tsunami im Indischen Ozean verdrängte aber die Meldungen um Apophis einigermaßen aus der öffentlichen Wahrnehmung.)
Am 27. Dezember 2004 wurde die Einschlagswahrscheinlichkeit (nach 176 Beobachtungen) auf 1 zu 37 (2,7 %) erhöht. Im Lauf dieses Tages wurde durch die zusätzliche Auswertung älterer Aufnahmen die Genauigkeit der Bahndaten erheblich verbessert. Damit konnte ein Zusammenstoß ausgeschlossen werden. Dies folgte am 3. Februar 2005 mit der Bekanntgabe der Ergebnisse einer mehrtägigen Doppler-Radar-Vermessung durch das Arecibo-Observatorium.
Die Einstufung auf der Turiner Skala wurde für 2029 auf 0 gesenkt, für 2036 jedoch auf 1 belassen. Das bedeutete, dass die Verteilung für die möglichen Positionen am 13. April 2036 noch so ausgedehnt war, dass sie die Erde einschloss. Die Bahnen, welche die Erde treffen würden, lagen für die Begegnung im Jahr 2029 nur um wenige hundert Meter auseinander. Dass dieses gravitational keyhole (gravitative Schlüsselloch) getroffen würde, war noch nicht ausgeschlossen. Zudem war die genaue Lage des Keyholes selbst noch unsicher: Neuere Arbeiten führten zwar zu einem besseren Verständnis der möglichen Bahnstörungen, mangels neuer Daten aber noch nicht zu genaueren Vorhersagen – eine ähnliche Situation wie bei 1950 DA.
Am 14. Dezember 2006 stiftete die Planetary Society einen Preis im Wert von 50.000 Dollar für ausgearbeitete Vorschläge, wie durch eine Mission zu Apophis innerhalb eines Jahrzehnts seine Bahn so genau zu bestimmen sei, dass vom Ergebnis eine Entscheidung über Abwehrmaßnahmen abhängig gemacht werden könnte.
Die Gewinner wurden am 26. Februar 2008 bekannt gegeben. Bei den Missionen handelte es sich sämtlich um Sonden, die den Asteroiden nur begleiten sollten – das Interesse galt schließlich dessen Schwerpunkt, nicht einer willkürlichen Einschlagstelle.
Verwirklicht wurde keiner dieser Vorschläge, denn eine Neuauswertung bisheriger Beobachtungen reichte aus, ein Treffen des Keyholes sicher ausschließen zu können: Am 7. Oktober 2009 senkte die NASA die Wahrscheinlichkeit für eine Kollision 2036 von 1 zu 45.000 auf 1 zu 250.000.
Die Einstufung auf der Turiner Skala wurde auf 0 gesenkt und der Wert auf der Palermo-Skala wurde negativ. Letzteres bedeutet, dass die Einschlagwahrscheinlichkeit von Apophis nun geringer war, als dass ein beliebiges anderes Objekt vergleichbarer Größe die Erde trifft.
Im Januar 2013 wurde mit dem Weltraumteleskop Herschel die Wärmestrahlung von Apophis gemessen und durch Vergleich mit dem reflektierten Licht sein Durchmesser zu 325 ± 15 m geschätzt. Die Form und Rotationsachse sind weiterhin unbekannt.
David Tholen, einer der Entdecker des Asteroiden, stellte 2020 mit seinem Team fest, dass Apophis aufgrund des Jarkowski-Effekts rund 170 Meter pro Jahr von seinem gravitativen Orbit abdriftet. Im Januar und März 2020 hatten sie mit dem Subaru-Teleskop auf dem Mauna Kea in Hawaii die Bahn des Asteroiden verfolgt. Aufgrund dieser Abweichung konnte 2020 eine Kollision mit der Erde im Jahr 2068 nicht ausgeschlossen werden. Einige Monate später gab die NASA bekannt, dass aufgrund neuer Beobachtungsdaten kein Risiko für einen Einschlag von Asteroid Apophis innerhalb der nächsten 100 Jahre bestehe.

## Apophis als mögliches Testzielobjekt für die Asteroidenabwehr
Im Februar 2016 schlug ein Forscher des russischen Raketenzentrums Makejew den Einsatz optimierter Interkontinentalraketen für eine mögliche Asteroidenabwehr vor, Testzielobjekt könnte (99942) Apophis sein.

## Apophis als Studienobjekt für OSIRIS-APEX
Nachdem die Raumsonde erfolgreich im Rahmen der Mission OSIRIS-REx Gesteinsproben und weitere Erkenntnisse über den Asteroiden (101955) Bennu gesammelt hatte, soll sie nun den Asteroiden Apophis im Rahmen des neuen Projekts OSIRIS-APEX im Anschluss an dessen Vorbeiflug an der Erde im Jahr 2029 näher untersuchen. Eine Stunde nach der größten Annäherung an die Erde soll die Raumsonde in einen Orbit um den Asteroiden eintreten und diesen für die folgenden 18 Monate näher studieren.